# Szpital Starozakonnych w Warszawie
Szpital Starozakonnych, Szpital Żydowski „Czyste”, Żydowski Szpital Zakaźny „Czyste” (1940−1943) – polska placówka medyczna funkcjonująca w latach 1898–1943 w Warszawie na Czystem, a w latach 1940–1943 w getcie warszawskim, zorganizowana przez Gminę Żydowską pod przewodnictwem Ludwika Natansona.
Szpital Starozakonnych na Czystem otworzony w 1902 roku był kontynuacją starego Szpitala Starozakonnych w Warszawie założonego w 1833 roku na ulicy Inflackiej w Warszawie. Szpital Starozakonnych na Czystem był dostępny dla osób wszystkich wyznań. Przez wiele lat był uważany za jeden z najlepszych i najnowocześniejszych szpitali w Warszawie. Szczególnie silne było kształcenie naukowe lekarzy w okresie do uzyskania niepodległości w 1918 roku. W czasie okupacji i działalności w Getcie Warszawskim (1940–1943) Szpital Starozakonnych stał się praktycznie rzecz biorąc kliniką uniwersytecką, kształcącą lekarzy pracujących w getcie. Zygmunt Kramsztyk, jeden z lekarzy naczelnych szpitala, był redaktorem Krytyki Lekarskiej – pierwszego na świecie czasopisma zajmującego się filozofią nauki i medycyny. Powstało tu pierwsze szpitalne wydawnictwo naukowe w Polsce – Kwartalnik Kliniczny Szpitala Starozakonnych. W 1942 roku lekarze Szpitala prowadzili wstrząsające badania nad głodem w Getcie Warszawskim. Przy szpitalu powstała w 1923 roku Szkoła Pielęgniarska, której pierwszą dyrektorką była Amelia Greenwald. W latach 1924–1928 przy szpitalu powstał Instytutu Patologiczny, który miał być placówką umożliwiającą dostęp do nowoczesnych technik rozpoznawczych i leczniczych i miał podążać za szybkim rozwojem naukowym medycyny w tamtym czasie.

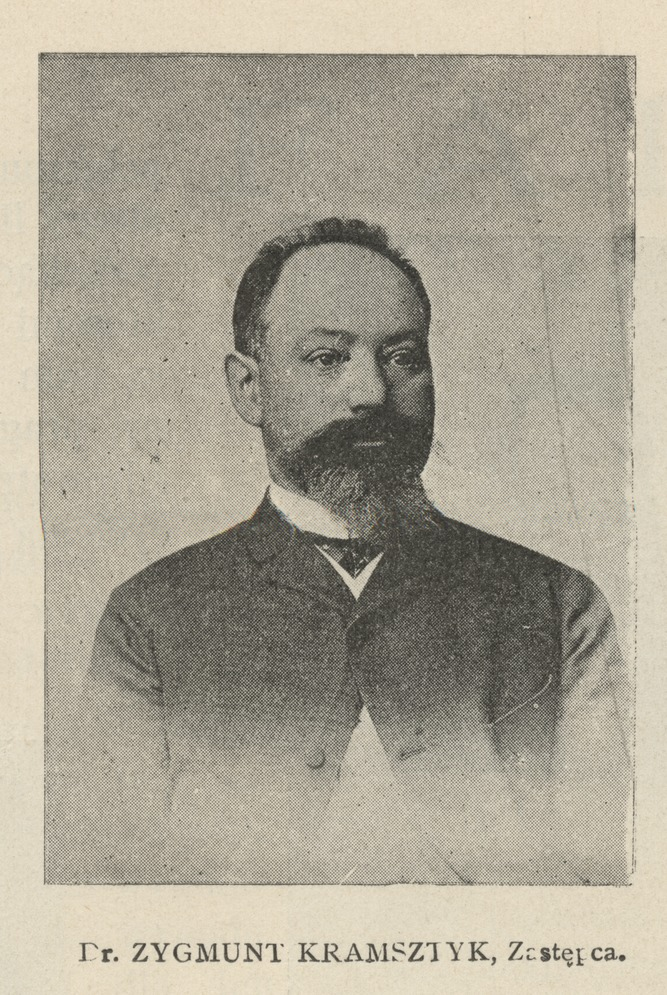
Zygmunt Kramsztyk. Pierwszy lekarz naczelny Nowego Szpitala Starozakonnych. Okulista. Redaktor naczelny Kroniki Lekarskiej – pierwszego na świecie czasopisma poświęconego filozofii nauki i medycyny

## Budowa i otwarcie
Koncepcja budowy nowego szpitala żydowskiego narodziła się w latach 80. XIX wieku wśród lekarzy Starego Szpitala Starozakonnych, kierowanego przez doktora Józefa Kinderfreunda. 25 czerwca 1883 roku doktor Zygmunt Kramsztyk opublikował w „Kurierze Warszawskim” artykuł pt. „Nowy Szpital”, w którym przedstawił założenia budowy i postulaty w tej sprawie. Zyskała ona poparcie lekarzy warszawskich, szerokiej opinii społecznej oraz warszawskiej gminy żydowskiej, z jej prezesem Ludwikiem Natansonem na czele            .

Wspierajcie chorych Szpitala na Czystem. Plakat z lat 20. XX wieku

W kwietniu 1887 roku powołano Komitet Budowy Szpitala, na czele którego stanął Ludwik Natanson, a po jego śmierci Michał Bergson. Komitet podzielono na sekcje: ogólną, lekarską, finansową, techniczną i prawną. W lipcu 1887 roku nastąpiło inauguracyjne posiedzenie komitetu i od tego czasu zaczęto zbierać fundusze na budowę szpitala. Wśród darczyńców znaleźli się znani obywatele miasta, inteligencja żydowska oraz zwykli ludzie. 26 czerwca 1890 roku na posiedzeniu komitetu uchwalono, że szpital powstanie na gruntach majątków Wielka Wola i Czyste odkupionych od właścicieli: Michała Biernackiego, Filipa Rodkiewicza, Bronisława Wilmana i Teodora Pieńkowskiego. Dawna osada Czyste była podzielona na kolonie: Gotlibówkę, Janówkę i Ludwików; to właśnie największą część kolonii Ludwików wykupiła warszawska żydowska gmina wyznaniowa . Cała działka miała powierzchnię 6,7 ha. W kwietniu 1893 roku plan został zatwierdzony przez Warszawską Radę Miejską Dobroczynności Publicznej. W maju 1894 roku uroczyście rozpoczęto budowę szpitala. W fundament przyszłej synagogi szpitalnej wmurowano kamień węgielny oraz włożono puszkę z pergaminem, gdzie spisano w języku polskim i hebrajskim krótką historię budowy szpitala, oraz kilkoma warszawskimi czasopismami. Autorem projektu szpitala był Artur Goebel we współpracy z Czesławem Domaniewskim. Wzorował się na najnowocześniejszych placówkach medycznych Europy Zachodniej. W styczniu 1898 roku otwarto pierwszy oddział szpitalny – pawilon dla obłąkanych, zaopatrzony w pościel, bieliznę pościelową i odzież przez tzw. Komitet Dam, który w przyszłości zatroszczył się również o zaopatrzenie pozostałych oddziałów. Żeby przyspieszyć pozyskanie funduszy na wykończenie i wyposażenie kolejnych budynków, w grudniu 1898 roku zarząd gminy żydowskiej rozpisał pożyczkę w obligacjach na sumę 400 000 rubli.
W styczniu 1902 roku donoszono o ukończeniu kanalizacji na przedmieściu Czyste począwszy od Sadurki, przez dawną ulicę Obozowa, równolegle do Skierniewickiej i Dworskiej. Umożliwiło to połączenie z kanalizacją warszawską „nowego szpitala starozakonnych”. W kwietniu 1902 roku do szpitala przyjęto pierwszych pacjentów. Uroczyste otwarcie szpitala nastąpiło 22 czerwca tegoż roku i rozpoczęło się nabożeństwem w przyszpitalnej synagodze. Przemówienia wygłosili Michał Berson, prezes Komitetu Budowy, oraz doktor Zygmunt Kramsztyk, naczelny lekarz szpitala. Koszt budowy szpitala wyniósł ponad 1 200 000 rubli.
W 1939 roku dokupiono działki przy ulicy Dworskiej graniczące ze szpitalem, żeby wybudować na nich wielki budynek szkoły pielęgniarstwa. Wysłano wtedy do Stanów Zjednoczonych Ninę Lubowską (ur. 1902), żeby zdobyła fundusze na wybudowanie „szkoły jej marzeń”.
Szpital wówczas był najnowocześniej wyposażoną placówką medyczną Warszawy. Po raz pierwszy na ziemiach polskich zastosowano tu centralne ogrzewanie parowe niskiego ciśnienia, a nadto oświetlenie gazowe i elektryczne, agregat prądotwórczy, wentylację, kanalizację i wodociąg oraz własną studnię na wypadek awarii. W dniu 1 listopada 1907 roku w związku z nową ustawą szpital przeszedł pod zarząd magistratu miasta Warszawy. W latach 1909–1911 wybudowano nowy dwupiętrowy pawilon dla potrzeb oddziału wewnętrznego i neurologicznego oraz otwarto pracownię fizykoterapii. W 1909 roku wydano księgę pamiątkową dokumentującą pierwszy etap budowy szpitala  z bogatymi ilustracjami i zdjęciami.

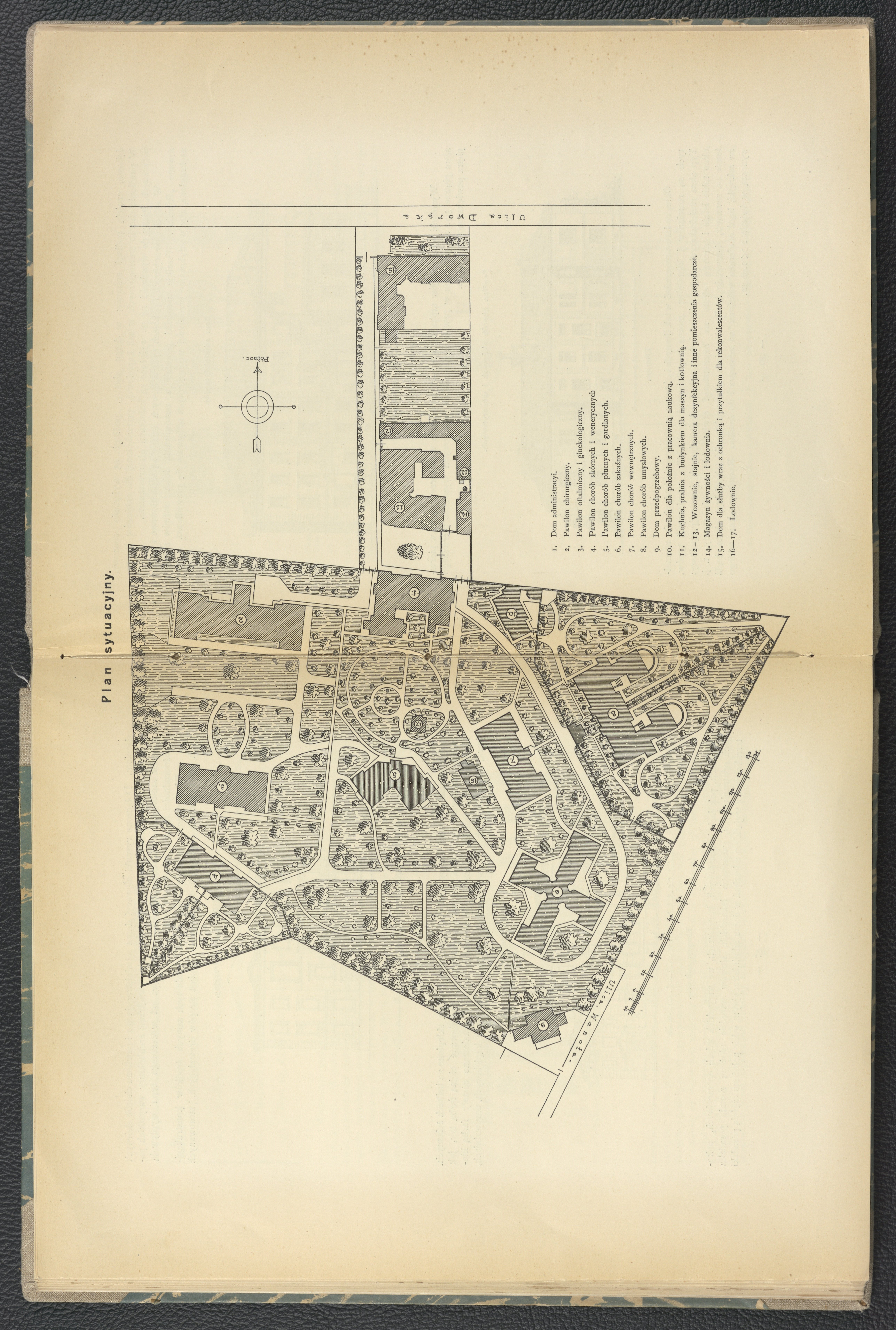
Plan Szpitala na Czystem z 1909 roku. Ulica Dworska (obecnie Kasprzaka) jest w części północnej na mapie. Na wschodzie ulica Wolska. 1. Dom administracyjny; 2. Pawilon Chirurgiczny. 3. Pawilon oftalmiczny i ginekologiczny; 4. Pawilon chorób skórnych i wenerycznych; 5. Pawilon chorób płucnych i gardlanych; 6. Pawilon chorób zakaźnych; 7. Pawilon chorób wewnętrznych i nerwowych; 8. Pawilon chorób umysłowych; 9. Dom pogrzebowy; Pawilon dla położnic z pracownią naukową; 11. Kuchnia, pralnia z budynkiem dla maszyn i kotłownią; 12-13. Wozownie, stajnie, kamera dezynfekcyjna; 14. Magazyn żywności; 15. Dom dla służby wraz z ochoronką; 16–17 Lodownie

## Pawilony
Kilka wczesnych map z 1895 , 1902  oraz najpełniejsza z 1909 roku pokazuje plan sytuacyjny szpitala. Na mapie z roku 1909 wyróżnionych jest kilkanaście budynków, w tym 8 pawilonów oddziałów lekarskich. Po 1909 roku wybudowano jeszcze Pawilon IX nerwowy (neurologia) z oddziałem terapii fizycznej oraz po roku 1924 Pawilon X Instytutu Patologicznego.
Według książki telefonicznej z 1930 roku szpital miał 9 pawilonów (budynków) na Dworskiej 17. Pawilon II chirurgiczny A., Pawilon II chirurgiczny B, Pawilon II chirurgiczny C, Pawilon III położny, Pawilon III ginekologiczny dra Natansona, Pawilon III ginekologiczny dr Altkaufera, Pawilon IV skórny, Pawilon V płucny, pawilon VI zakaźny A. G., Pawilon VI zakaźny D. F., Pawilon VII wewnętrzny, Pawilon VIII psychiatryczny, Pawilon IX nerwowy, istniała też pracowania naukowa i szkoła pielęgniarek. Pawilony te opisywał Jerzy Stempowski (1893–1969) w eseju pisanym po 1940 roku:

Po przejściu starych budynków mieszczących zarząd, kancelarie i poczekalnie szpitala, czeka nas niespodzianka. Przez niewygodny korytarz starej kamienicy wychodzimy do obszernego ogrodu o szerokich alejach biegnących wśród starych drzew, i wielkich, rozległych trawnikach, które w maju pokryte są łanami kaczeńców. W morzu zieleni, tworząc nieregularne grupy, wznosi się dziesięć wielkich, przeważnie nowożytnych budynków szpitalnych o śmiało rozpiętych skrzydłach, wielkich oknach i werandach tworzących jaskrawy kontrast z ubogim i prowincjonalnym charakterem Czystego [..] U wejścia tablice kommemoracyjne z długą listą fundatorów mówią o starszej historii oddziału [...]

Oprócz tych 8 pawilonów na mapie z 1909 roku widać prostokątny teren, na którym mieścił się dom dla służby (zaznaczony na mapie numerem 15), który był zwrócony frontem do ulicy Dworskiej, a obok niego mieściła się brama do Szpitala .
W 1938/1939 roku szpital miał szereg oddziałów. Oddział I chirurgiczny, ordynator A. Wertheim, oddział II chirurgiczny, ordynator D. Kohan, oddział III chirurgiczny, ordynator J. Szper, oddział I wewnętrzny ordynator D. Kobryner, oddział II wewnętrzny, ordynator M. Fejgn, oddział III wewnętrzny, ordynator G. Jochweds, oddział IV wewnętrzny ordynator M. Landsberg, oddział ginekologiczno położniczy, ordynator H. Altkaufer, oddział oczny, ordynator A. Zamenhof, oddział I nerwowy, docent Sterling, oddział II nerwowy ordynator E. Herman, oddział laryngologiczny, ordynator B. Karbowski, oddział psychiatrii ordynator M. Bornsztajn, oddział skórno-wenerologiczny, ordynator I. Merenlender, oddział rentgenowski, kierownik N. Mesz, pracownia anatomo-patologiczna, kierownik M. Płońskier (prosektor), pracowania chemiczno-bakteriologiczna, kierownik I. Dworecki.

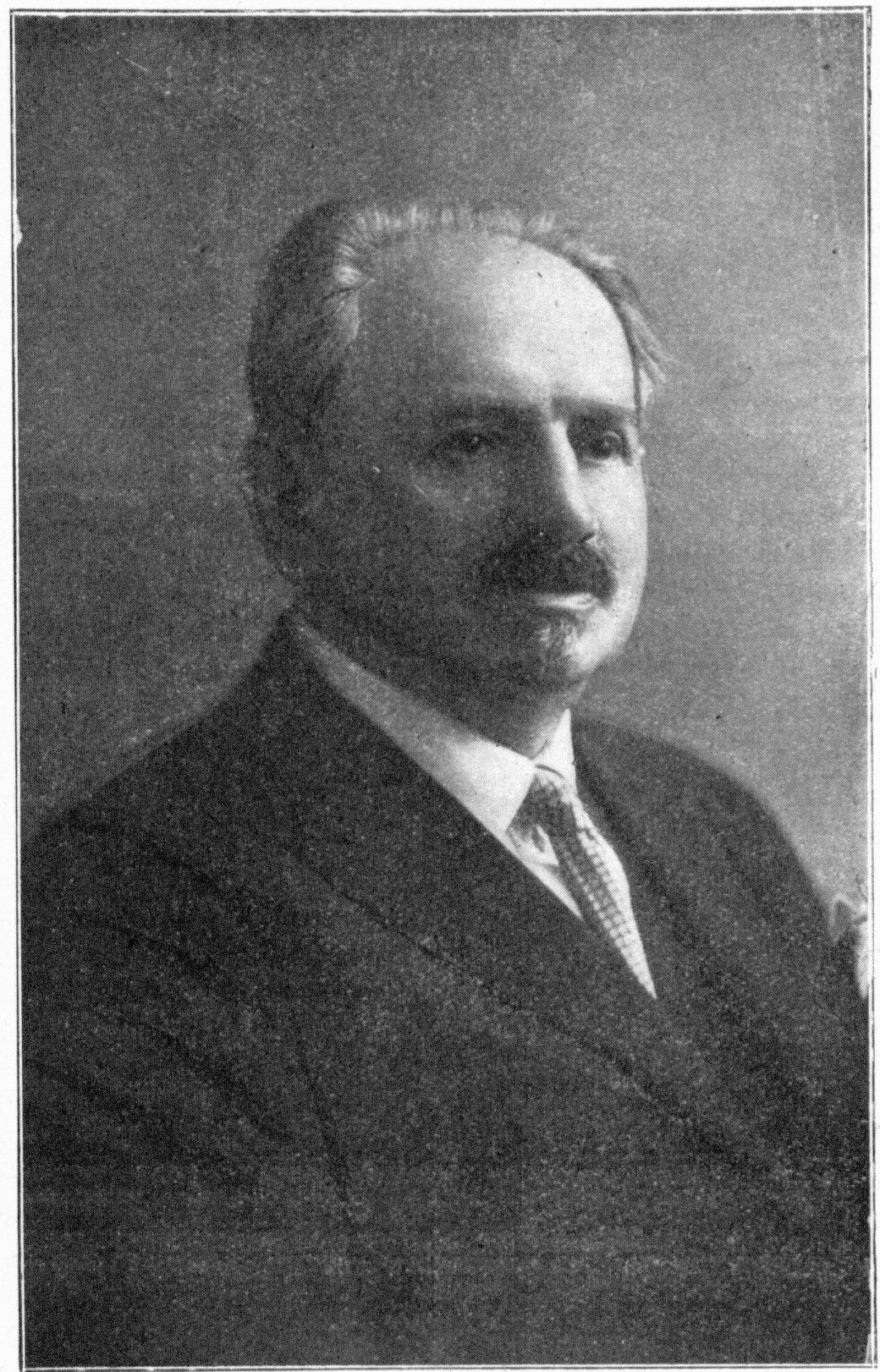
Adam Wizel. Psychiatra. Oprócz tekstów naukowych publikował także artykuły z pogranicza filozofii i psychiatrii

### Pawilon I. Administracyjny i Szkoła Pielęgniarek
Pawilon administracyjny obejmował początkowo mieszkania dla lekarza naczelnego, aptekarza, intendenta, ekonoma, kucharza. Mieściła się tam synagoga, gabinety lekarskie, sala konferencyjna.
23 maja 1894 roku, kiedy rozpoczęto budowę szpitala, pod budynek synagogi włożono kilkanaście czasopism warszawskich z tego dnia i spisane na pergaminie dzieje budowy szpitala. W 1921 zaczęto planować Szkołę Pielęgniarstwa przy Szpitalu Starozakonnych, którą otworzono 8 lipca 1923 roku. Szkoła mieściła się początkowo na II piętrze budynku administracyjnego , a później nadbudowano do użytku Szkoły Pielęgniarskiej III piętro tego budynku według planów H. Stifelmana.
W 1939 roku budynek został uszkodzony przez bombę na III piętrze i wypalony, ale został odremontowany i otworzony 1 kwietnia 1940 roku. Przyjęto wtedy zespół 11 uczennic. Po listopadzie 1940 roku przeniesiono szkołę pielęgniarską do nowej siedziby.

### Pawilon II. Chirurgiczny
Pawilon II mieścił się w północno-zachodniej części działki szpitala. Oddział chirurgiczny „mieści się w największym pawilonie tworzącym szeroką podkowę zwróconą ku południowi. Budynek ten, liczący 300 łóżek i kilka pięknych sal operacyjnych, wysokich, o szklanym łamanym suficie jak pracownie rzeźbiarzy, został przebudowany i rozszerzony znacznie przed kilkunastu laty”, i był jednym z pierwszych, na który spadły bomby w 1939 roku: „Jedna z bomb trafiła w oddziały chirurgiczne szpitala i za jednym zamachem zniszczyła wszystkie sale operacyjne [...]”.

### Pawilon III. Położny, ginekologiczny i chorób ocznych
W marcu 1925 roku otworzono na nowo przebudowany i powiększony Pawilon III dla chorób ginekologicznych, położniczych i ocznych. Mieścił on wtedy 130 łóżek. Przy otwarciu przemawiał m.in. inżynier Adolf Weisblatt, dyrektor Jakub Szwajcer i inni.

### Pawilon IV. Chorób skórnych i wenerycznych
Pawilon leżał w południowo-zachodniej części szpitala. Wraz z ogrodem był oddzielony murowanym parkanem od reszty szpitala i w ten sposób stanowił osobną całość. Pawilon i ogród były podzielone na część dla mężczyzn i część dla kobiet. Ogólny ogród szpitalny, jak i ogródek przy pawilonie skórnym i wenerycznym był urządzony staraniem Jana Bersohna, który własnym założył i przywiózł drzewa i krzewy. Wacław Sterling (1870–1927) i Stefan Markusfeld (1864–1943) byli ordynatorami dermatologii i chorób wenerycznych.

### Pawilon V. Chorób płucnych i gardlanych
Pawilon miał łukowaty kształt i mieścił się w centrum terenu szpitalnego. Oddział laryngologiczny powierzono Leopoldowi Lublinerowi. Wszystkie sale chorych były zwrócone w kierunku południowo-wschodnim lub południowo-zachodnim, żeby zapewnić chorym jak największy dostęp do promieni słonecznych. Na werandach ustawione były leżanki w formie łóżek łatwo przenośnych. Leżalnie zbudowano specjalnie do leczenia chorych na gruźlicę świeżym powietrzem.

### Pawilon VI. Pawilon chorób zakaźnych
Bardzo charakterystyczny budynek w formie krzyża o dwu dłuższych i dwu krótszych ramionach. Kształt ten został wybrany do utworzenia czterech oddzielnych pawilonów i ośmiu oddziałów. Wprawdzie budynek był drogi w budowie, ale wynikały z niego korzyści higieniczne związane z rozdzieleniem pawilonów. Dzielił się na oddział dla kobiet, mężczyzn i dzieci. Na końcach miał rozszerzenia przeznaczone dla służby.

### Pawilon VII. Wewnętrzny i chorób nerwowych
Jest zaznaczony na mapach z 1902 i 1909 roku. Był równoległy do Pawilonu dla Obłąkanych (chorób psychicznych). Pawilon został przebudowany w 1925 roku.

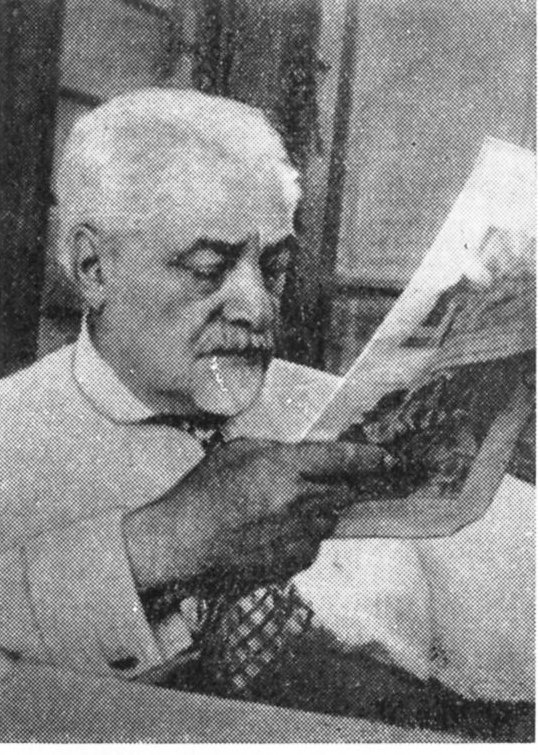
Samuel Goldflam. Był wolontariuszem w Szpitalu na Czystem. Jeden z najwybitniejszych polskich neurologów. Społecznik i mecenas sztuki

### Pawilon VIII. Choroby psychiczne
Pawilon Chorób Psychicznych i Pawilon Administracyjny były najstarszymi budynkami Szpitala Starozakonnych. Zostały otworzone 27 stycznia 1898 roku „wonczas na dalekim i zaniedbanym przedmieściu”. Budynek dla Obłąkanych powstał dzięki determinacji i hojności Henryka Levy’ego (zm. 1901). Budynek był podzielony na część A i B. Jednym z ordynatorów był Leon Goldsobel, a drugim Adam Wizel. Goldsobel odszedł z ordynatury w 1907 roku . W dowód wdzięczności za 40-letnią pracę otrzymał pamiątkowy album okuty srebrem i złotem ze zdjęciami wszystkich ordynatorów szpitala. Pawilon chorób umysłowych oddzielony był od reszty szpitala murem i miał własny ogród.
Już w 1899 roku Adam Wizel (1865–1928) uważał, że teren Pawilonu VIII jest za mały i sugerował budowę przytułków dla psychicznie chorych Żydów .
W 1921 roku oddział psychiatryczny liczył 140 łóżek. Były wtedy dwa oddziały kierowane przez Adama Wizla i Maurycego Bornsztajna (1874–1952). Na każdym pododdziale było dwóch lekarzy (ordynator i asystent), felczer oraz personel pomocniczy . W latach 1908–1928 ordynatorem oddziału psychiatrycznego na około 50 łóżek był Maurycy Bornsztajn. Po śmierci Adama Wizla w 1928 roku obejmuje także jego oddział, w sumie około 100 pacjentów. W 1931 roku w pawilonie psychiatrycznym, którego część pacjentów przeniesiono do podbiałostockiej Choroszczy, dobudowano nowe skrzydło z 80 łóżkami. Jerzy Stempowski wspomina, że koło pawilonu dla chorych umysłowo znajdowała się mała kantyna, w której można było kupić papierosy i czekoladę.
Na początku wojny, w 1939 roku, napływ rannych był tak duży, że zlikwidowano oddział psychiatryczny w Pawilonie VIII i utworzono tam dwa oddziały chirurgiczne.

### Pawilon IX. Choroby nerwowe (neurologia)
Pawilon IX nie jest zaznaczony na mapie z 1909 roku. Jego budowę prowadzono w latach 1909–1911. Według Maurycego Bornsztajna  pawilon ten został oddany w 1913 roku: „Jeszcze za czasów okupacji rosyjskiej potrafił Flatau przekonać władze miejskie, że dotychczasowe pomieszczenie oddziału nerwowego [w Pawilonie VII] w szpitalu na Czystem jest niewystarczające, że należy wybudować specjalny pawilon dla chorób nerwowych, który obok dogodnych pomieszczeń dla chorych posiadałby również oddział terapii fizykalnej [...] W roku 1913 staje pawilon dla chorób nerwowych, który konkurować może śmiało z najlepiej urządzonymi klinikami europejskimi” . Ordynatorem oddziału IXB był Edward Flatau, a po jego śmierci w 1932 Władysław Sterling . W pawilonie IX znajdował się nowoczesny oddział fizyko- i mechanoterapii zorganizowany przez Juliana Rotstadta i redakcja Kwartalnika Klinicznego Szpitala Starozakonnych. Ordynatorem drugiego oddziału neurologii był Ludwik Bregman od 1899 roku (początkowo w Pawilonie VII). Po śmierci Bregmana w 1933 roku ordynaturę tego oddziału objął Eufemiusz Herman  .

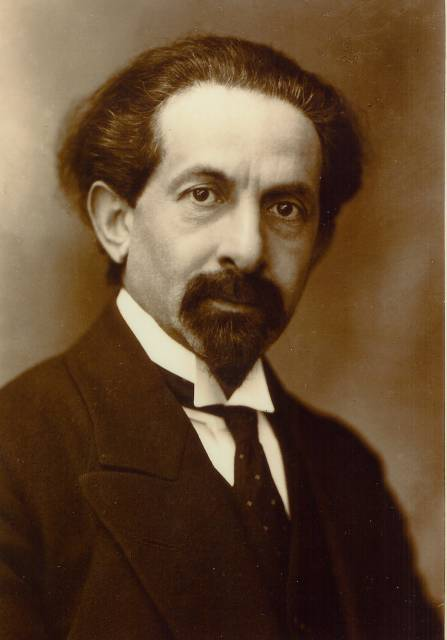
Edward Flatau. Neurolog. Pracował na Czystem w latach 1903–1932. Był jednym z głównych proponentów rozwoju badań naukowych w Szpitalu Starozakonnych. Przyczynił się do powstania Instytutu Patologicznego (Pawilon X)

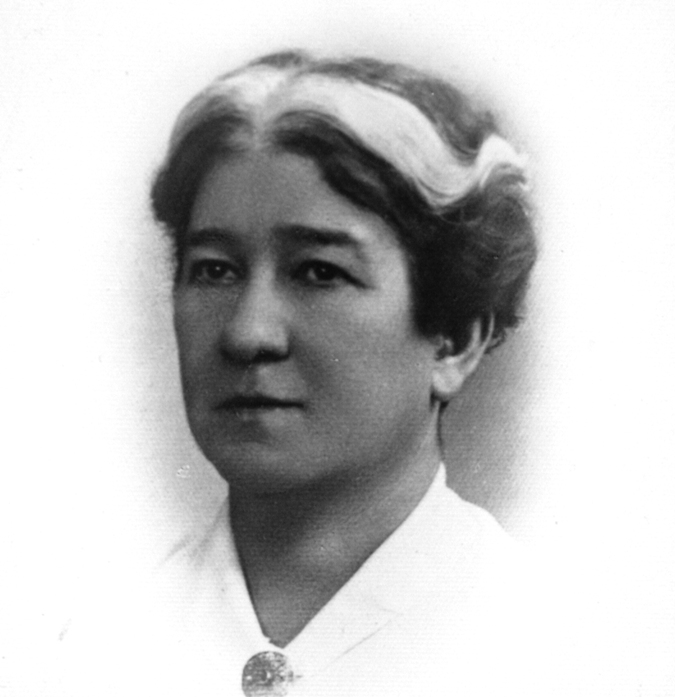
Natalia Zand. Neurolog. Pracowała w Szpitalu na Czystem od 1907 roku i w czasie okupacji w getcie w Warszawie w Głównym Domu Schronienia

### Pawilon X. Instytut Patologiczny
Pawilon X nie jest zaznaczony na mapie z 1909 roku bowiem budowę Instytutu Patologicznego rozpoczęto w 1923 roku  według planów budowniczego Henryka Stifelmana. Pawilon ten znajdował się w południowo-wschodniej części działki Szpitala na Czystem. Uprzednio znajdował się tam dom przedpogrzebowy zaznaczony na mapie z 1909 roku numerem 9. Instytut Patologiczny miał być placówką umożliwiającą dostęp do nowoczesnych technik rozpoznawczych i leczniczych i miał podążać za szybkim rozwojem naukowym medycyny w tamtym czasie . Początkowo uzyskano na budowę budynku 6 tysięcy dolarów z Jointu i zebrano 28 tysięcy dolarów wśród Żydów warszawskich. Pozwoliło to na wybudowanie do 1926 roku szkieletonu budynku. W suterenach miały się mieścić chłodnie, trupiarnie, pomieszczenie dla zwierząt. Na parterze miał być oddział anatomii patologicznej (prosektorium), oddział biologii i terapii. Na pierwszym piętrze oddział chemii i bakteriologii. Na II piętrze audytorium na 100 osób i czytelnia. Jednym z najbardziej zasłużonych w staraniach o budowę Instytutu Patologicznego byli Edward Flatau i Samuel Goldflam . Kiedy w 1933 roku otworzono Instytut nadano mu nazwę Instytut Patologiczny imienia doktora Flataua. Nasz Przegląd Illustrowany zamieścił zdjęcie Instytutu w 1932 roku, a w sierpniu 1933 roku na pierwszej stronie publikował zdjęcie z tytułem „Przed otwarciem najważniejszej żydowskiej placówki naukowej w Warszawie”. Placówka długo borykała się z brakiem funduszy. Mimo że nie była ukończona, ale na początku II wojny światowej zaczęto umieszczać w niej chorych i była przepełniona.

## Medycyna i edukacja
Szpital Starozakonnych był instytucją, w której oprócz leczenia kultywowano badania naukowe oraz szkolenie młodych lekarzy i pielęgniarek . W okresie do odzyskania niepodległości w 1918 roku było to związane z niskim poziomem medycyny w Imperialnym Uniwersytecie Warszawskim. W 1906 roku Bornstein, Flatau i Knappe  pisali, że „Wydział lekarski Imperialnego Uniwersytetu Warszawskiego uchodzi za najgorszy w całem państwie nie tylko w przekonaniu świata lekarskiego w kraju i za granicą, ale nawet w przekonaniu sfer rządowych”, a w 1922 Flatau pisał, że podstawą nauki lekarskiej w niewoli były oddziały szpitalne. Po uzyskaniu niepodległości dochodziły inne czynniki takie jak ograniczanie dostępu do wykształcenia pielęgniarskiego kobietom pochodzenia żydowskiego  (numerus nullus) czy ograniczenia młodzieży żydowskiej w studiowaniu medycyny (getto ławkowe i afera trupia).
Od 1922 roku wychodził tam Kwartalnik Kliniczny Szpitala Starozakonnych w Warszawie – pierwsze w Polsce naukowe czasopismo szpitalne. Przy szpitalu wybudowano w latach 1923–1933 Instytut Patologiczny, który miał być placówką umożliwiającą dostęp do nowoczesnych technik rozpoznawczych i leczniczych i miał podążać za szybkim rozwojem naukowym medycyny w tamtym czasie . Ale miał to też być Instytut szkolący młodych lekarzy. W roku 1923 otworzono Szkołę Pielęgniarstwa przy Szpitalu Starozakonnych, której program oparty był na nowoczesnym amerykańskim (Liga kształcenia w pielęgniarstwie) programie wprowadzonym przez Amelię Greenwald .

### Koło naukowe lekarskie przy Szpitalu Starozakonnych w Warszawie
Koło naukowe lekarskie przy Szpitalu Starozakonnych w Warszawie powstało w 1903 roku i już wtedy proponowano własne wydawnictwo, ale w okresie zaborów było to trudne. Ostatecznie Kwartalnik Kliniczny Szpitala Starozakonnych zaczął działalność w styczniu 1922 roku. Na posiedzeniach naukowych dyskutowano nad doniesieniami klinicznymi, demonstrowano ciekawsze przypadki chorobowe. W roku 1928 odbyła się konferencja neurologiczna oddziału IX, którą powtarzano w następnych latach. W 1923 roku koło naukowe spowodowało wprowadzenie 10-dniowych kursów dokształcających dla lekarzy. Flatau i Goldflam utworzyli także Naukowy Instytut przy szpitalu. Naukowy Instytut składał się z pracowni szpitalnych i w tym czasie było to unikalne rozwiązanie w szpitalnictwie. Dzięki gabinetom diagnostycznym nie byłaby możliwa znaczna część prac naukowych wykonanych w szpitalu. W czasie okupacji Szpital Starozakonnych stał się praktycznie biorąc kliniką uniwersytecką kontynuując osiągnięcia koła naukowego i Instytutu Naukowego.

### Krytyka Lekarska
Zygmunt Kramsztyk (1849–1920), naczelny lekarz Szpitala Starozakonnych, był pomysłodawcą, wydawcą i redaktorem naczelnym czasopisma Krytyka Lekarska wychodzącego pomiędzy 1897–1907. Czasopismo drukowało artykuły z pogranicza medycyny i filozofii. Było to pierwsze czasopismo na świecie poświęcone filozofii nauki i medycyny .

### Kwartalnik Kliniczny Szpitala Starozakonnych w Warszawie
Na początku 1922 roku ukazał się pierwszy numer „Kwartalnika Klinicznego Szpitala Starozakonnych w Warszawie”, w którym publikowano artykuł oryginalne oraz materiały z posiedzeń naukowych. Było to pierwsze w Polsce czasopismo szpitalne.

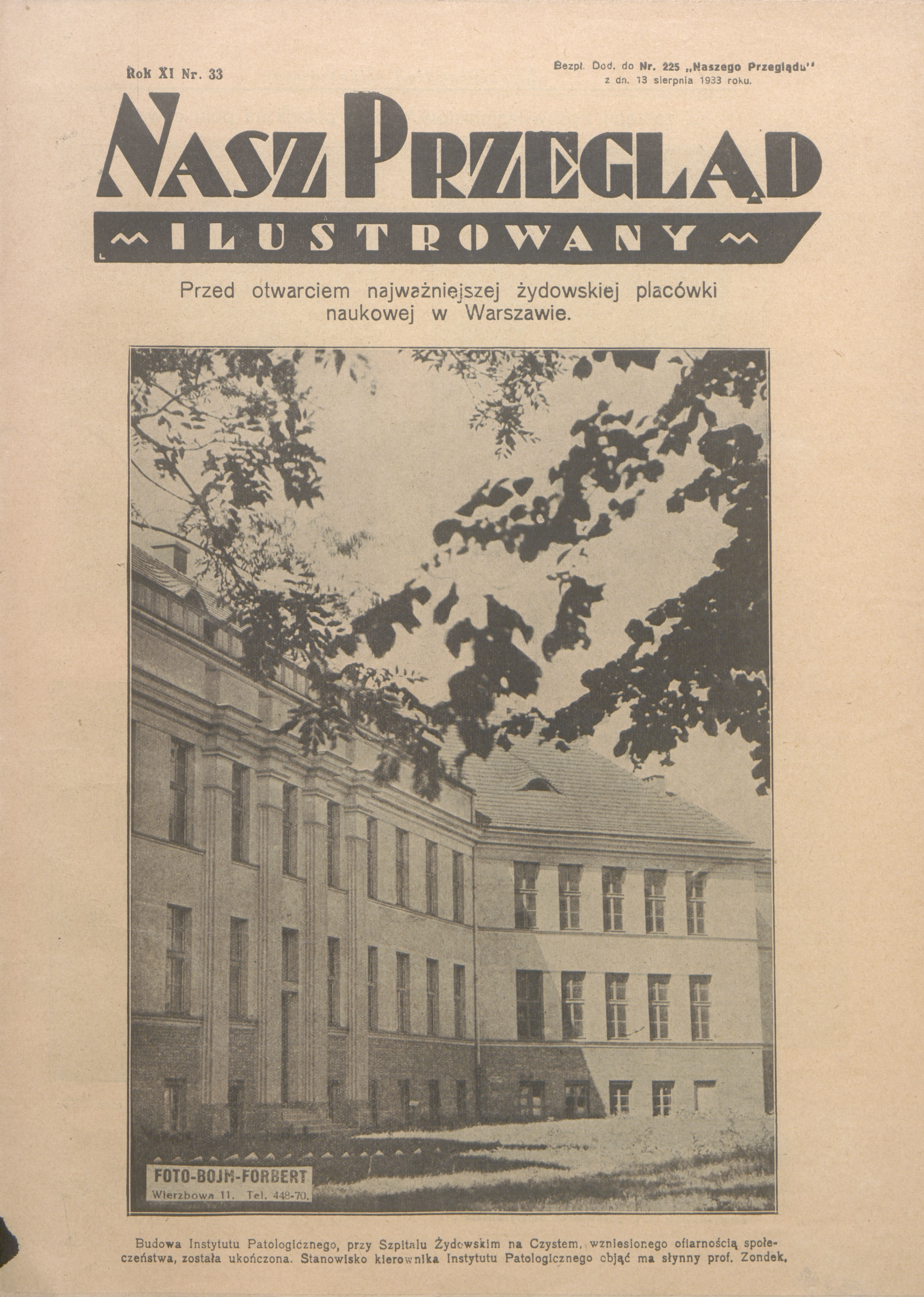
Budynek Instytutu Patologicznego w 1933 roku. Zdjęcie było podpisane Przed otwarciem największej żydowskiej placówki naukowej w Warszawie. Obecnie Pawilon X Szpitala Wolskiego. Zdjęcie Henryka Bojma

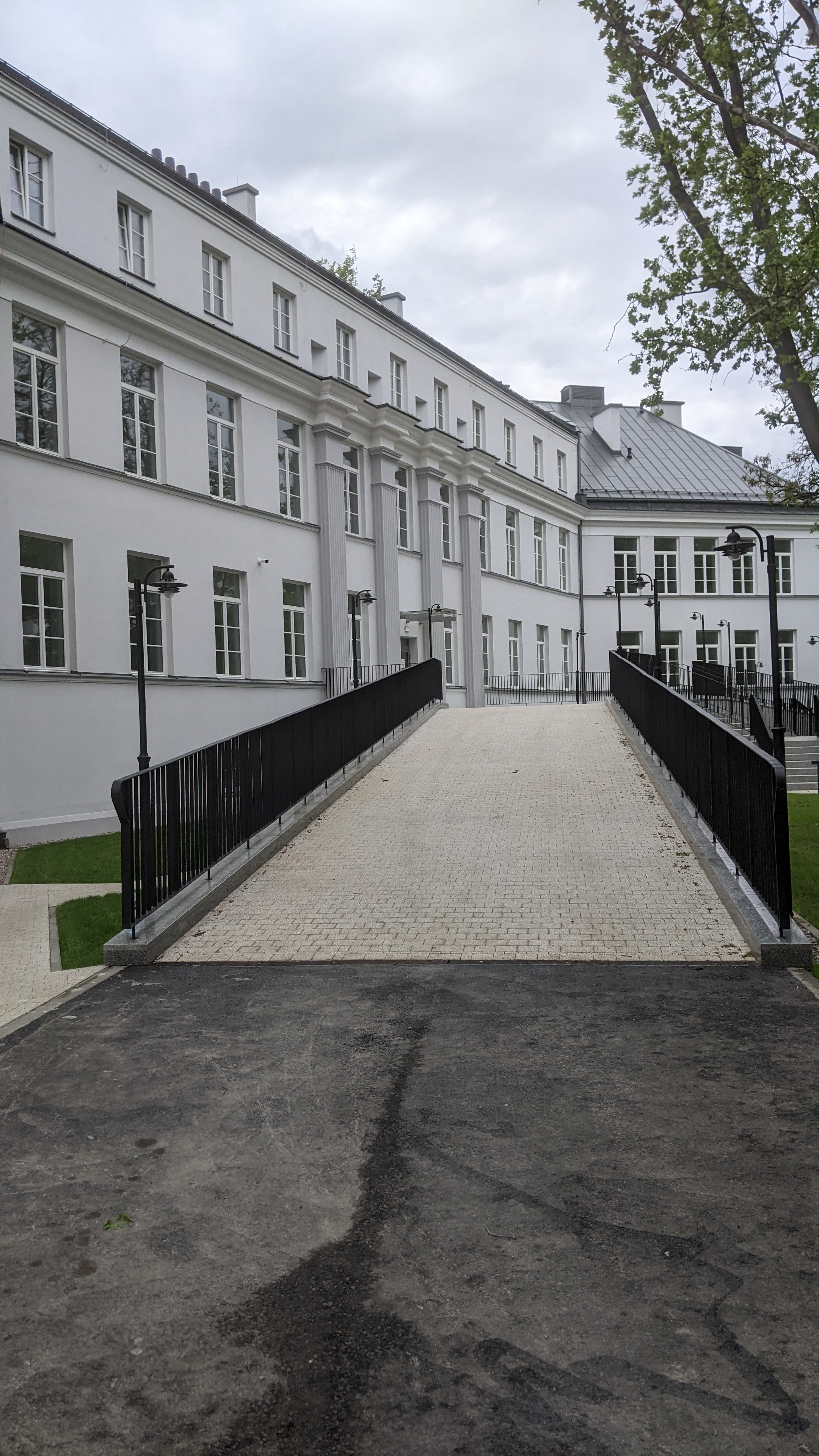
Dawny Instytut Patologiczny (Pawilon X) Szpitala Starozakonnych w Warszawie w 2022 roku

### Psychoanaliza
Szpital Starozakonnych był silnym ośrodkiem psychoanalizy w jej formacyjnym okresie w Polsce.  
Jednym z pionierów psychoanalizy był ordynator psychiatrii Adam Wizel, jego uczniem był Roman Markuszewicz.
Psychoanalitykiem był Władysław Matecki, który specjalizował się w neurologii i psychiatrii, był asystentem Adama Wizla, a potem Maurycego Bornsztajna. Zajmował się psychoanalizą, publikował przede wszystkim na temat psychoanalitycznych aspektów leczenia psychoz .
Wybitnym psychoanalitykiem był Maurycy Bornsztajn, podobnie jak Wizel, długoletni ordynator psychiatrii. Przez pewien czas w Szpitalu pracował Gustaw Bychowski, znany w Polsce ze swojej psychoanalitycznej teorii sztuki. Jego książka "Słowacki i jego dusza. Studium psychoanalityczne"  była pierwszą w Polsce znaczącą próbą zastosowania psychoanalizy do interpretacji dzieła literackiego. 
Szpital był także ośrodkiem myśli psychoanalitycznej dla lekarzy i osób nie związanych z nim bezpośrednio.
Już w 1912 roku Franciszka Baumgarten  opublikowała artykuł Teoria Snu Freuda, w którym cytowała przypadki ze Szpitala Starozakonnych w Warszawie.

### Szkoła pielęgniarstwa

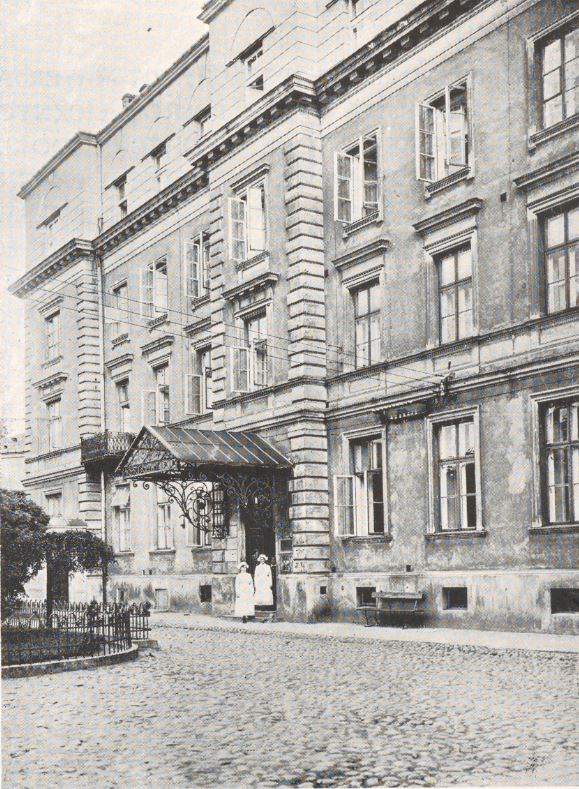
Pawilon I. Budynek Administracyjny. Na 2 i 3 piętrze mieściła się Szkoła Pielęgniarstwa

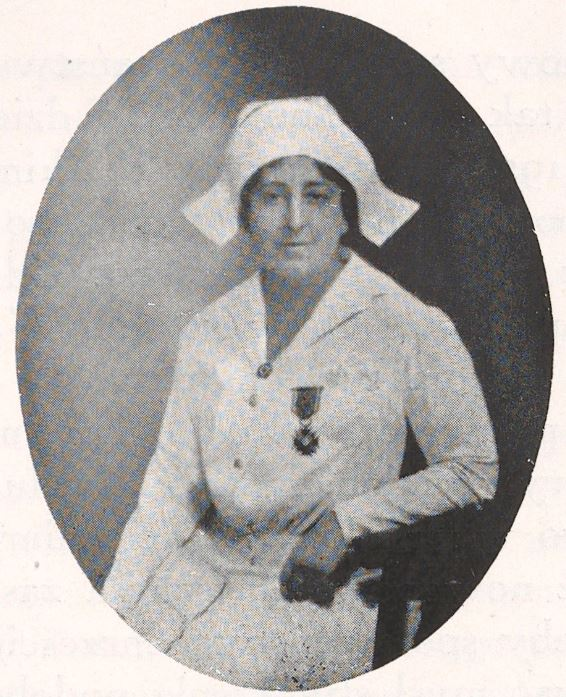
Amerykanka Amelia Greenwald, która była pierwszą dyrektorką Szkoły Pielęgniarstwa przy Szpitalu Starozakonnych. Zdjęcie prawdopodobnie z 1926 roku ze Złotym Krzyżem Zasługi

W 1921 zaczęto planować Szkołę Pielęgniarstwa przy Szpitalu Starozakonnych, którą otworzono 8 lipca 1923 roku. Szkoła powstała w 1923 roku a jej pierwszą dyrektorką była Amelia Greenwald.

## 1940–1943. Żydowski Szpital Zakaźny „Czyste”

### Historia
Losy lekarzy żydowskich w getcie warszawskim opisała m.in. Maria Ciesielska w książce "Lekarze getta warszawskiego"  oraz Miriam Offer w książce  "White coats in the ghetto: Jewish medicine in Poland during the Holocaust" . Istnieją też opisy naocznych świadków     i inne.
Szpital ucierpiał podczas bombardowania przez Niemców we wrześniu 1939 roku. Podczas nalotów zniszczony został pawilon chirurgiczny  i wszystkie sale operacyjne. Uszkodzone zostały także inne oddziały szpitalne oraz kuchnia. Naoczny świadek Jakub Penson pisał: „Oto nadszedł wrzesień 1939 roku. Szpital po brzegi wypełniony rannymi wojskowymi i cywilami. Cały personel lekarski i pielęgniarski ciężko pracował przy rannych przy huku i gradu bomb lotniczych, które szczęśliwie nie spowodowały większych szkód na terenie szpitala”. Jednocześnie ze względu na swe położenie szpital stał się znów placówką frontową. W momencie kapitulacji Warszawy było w nim 5 tys. rannych żołnierzy i cywilów.
Zaraz po wybuchu II wojny światowej większość personelu medycznego została powołana do wojska, przez co w szpitalu zaczęło go brakować. Zarządzeniem niemieckich władz okupacyjnych pod koniec 1939 roku szpital, pozostający do tej pory w gestii magistratu miasta, został przeniesiony pod zarząd gminy żydowskiej, która od tej pory musiała go utrzymywać. Gmina Wyznaniowa Żydowska wprowadziła w związku z tym podatek szpitalny. Szpital został przeznaczony wyłącznie dla Żydów i dlatego szpital musieli opuścić wszyscy nieżydowscy pacjenci i personel, a na ich miejsce przywieziono setki chorych i rannych Żydów z innych szpitali. Rezultatem tego było ogromne przepełnienie szpitala. Chorych rozlokowywano na korytarzach, strychach, kładziono na podłogach. Późną jesienią 1939 roku, ze względu na coraz gorsze warunki sanitarne, wybuchła epidemia tyfusu i szpital na sześć tygodni całkowicie odizolowano. W okresie 1939–1940 władze niemieckie przekazywały do badań patologicznych w Niemczech wycinki mózgów osób zmarłych na tyfus ze Szpitala Starozakonnych na Czystem.
13 grudnia 1940 roku niemieckie władze okupacyjne wydały zarządzenie przeniesienia Szpitala Starozakonnych na Dworskiej do nowych siedzib w getcie warszawskim. Przeniesienie było odkładane, ale w maju 1941 roku donoszono, że szpital został przeniesiony. Do opuszczonych pawilonów Szpitala Starozakonnych przeniesiono szpital św. Ducha i Szpital Skarbowców. W czerwcu 1941 roku, kiedy wybuchła wojna niemiecko-radziecka oba szpitale wyeksmitowano i urządzono niemiecki Reservelazarett (Warschau Czyste Wehrmacht Krankenhaus Lazarett VI). Szpital Starozakonnych w getcie otrzymał nową oficjalną nazwę: Żydowski Szpital Zakaźny Czyste. Budynki Szpitala zostały rozproszone, szpital pierwszy raz był likwidowany od 5 do 11 września 1942 roku, druga likwidacja nastąpiła 18 stycznia 1943 roku.

### Badania nad chorobą głodową z roku 1942
W okresie funkcjonowania szpitala w getcie zespół żydowskich lekarzy prowadził wstrząsające badania nad głodem, których część wyników opublikowano w 1946 w książce Choroba głodowa. Badania kliniczne nad głodem wykonane w getcie warszawskim z roku 1942 .

### Badania nad durem plamistym 1940–1942
W getcie powstawały prace nad chorobami zakaźnymi. Jedna z nich, Jakuba Pensona została opublikowana po wojnie jako praca habilitacyjna: Cechy kliniczne epidemii duru plamistego w latach 1940 i 1941/42 w Warszawie. Badania własne nad przemianą azotową ze szczególnym uwzględnieniem nerek. Metoda wczesnego rozpoznawania.

### Pielęgniarki
Po listopadzie 1940 roku przeniesiono szkołę pielęgniarską do nowej siedziby. Pielęgniarki te pracowały w getcie warszawskim:

Uczennice, ubrane w charakterystyczne różowe sukienki z krochmalonymi kołnierzykami i krótkim rękawem, białe fartuchy na szelki, białe czapeczki i niebieskie peleryny, wyglądały jak różowe płatki kwiatów, może fiołków alpejskich, a w swojej jasności, czystości i pastelowej barwności sprawiały wrażenie istot nierealnych, zjaw przybyłych nie wiadomo skąd. Te peleryny długo chroniły uczennice. Przemierzały w tych strojach getto do miejsc, gdzie odbywały praktyki: do szpitali, do Stacji Opieki nad Matką i Dzieckiem przy ul. Śliskiej oraz do punktów dla przesiedleńców. Zapisały piękną kartę w dramatycznej historii getta z racji bezgranicznego poświęcenia dla chorych.

### Lekarze, którzy zginęli w czasie wojny
Lekarze Szpitala Starozakonnych w Warszawie, którzy zginęli w czasie wojny: Henryk Altkaufer, ginekolog; Dawid Amsterdamski, chirurg; Józef Amsterdamski, dermatolog; Isaj Beiles, asystent Landaua, Irena Beiles, Maksymilian Biro, neurolog; Hieronim Brandewein, ginekolog; Maurycy Brandewein, chirurg i laryngolog; Jakub Felhendler, internista; Julian Fliederbaum, lekarz ogólny; Anatol Marek Frendler, ginekolog; Bronisław Frenkel, neurolog, pracował z Flatauem i Minorem; Bernard Frydman, dermatolog; Benjamin Gelbfisz; Jakub Gelbfisz; Tobiasz Giter, ginekolog; Izrael Mojsze (Marek) Goldband; Chaim Lejb Goldberg; Łajwa Goldkorn, pulmonolożka; Paweł Goldstein, chirurg; Szymon Grajwer, chirurg; Karol Gutman, lekarz ogólny i chirurg; Ludwik Hanna, internista; Henryk Higier, neurolog; Maurycy Hurewicz, chirurg; Bronisław Karbowski, laryngolog; Józef Kerszman, oftamolog; Adolf Kerz, internista; Izaak Leipuner, internista; Gerszon Lewin, choroby płucne; Maks Lipes (Mordchel Lipes), chirurg, zamordowany w Katyniu; Maurycy Lubelski, chirurg; Paweł Mackiewicz, laryngolog; Władysław Matecki, psychiatra; Natan Mesz, rentgenolog; Jakób Mic (Mitz), internista; Jakub Munwes (Munwez, Munwesen), internista; Jan Mutermilch, chirurg, Maks Orliński, neurolog, pracował z Flatauem; Chil Majer (Mirosław) Orzech, gastrolog; Natalia Orzech-Szenker, Efraim Pain, internista; Izrael Penzon, internista, asystent Anastazego Landaua; Benjamin Perelman, chirurg; Jakub Pinczewski, internista i neurolog, pracował dla Naszego Przeglądu; Morys Plonsker (Markus, Maurycy), patolog; Salomea Bau-Prussakowa, neurolożka, pierwsza kobieta z doktoratem medycyny uzyskanym na polskiej uczelni; Jakób Rozenblum; Julian Rotstadt, neurolog, dyrektor terapii fizycznej; Benjamin Rozental, ginekolog; Stanisław Rozental, neurolog; Leon Rubinrot (Rubinrault), psychiatra; Symcha Sarina; Lewi Sirota, internista; Aron Sołowiejczyk, chirurg; pracował na Czystem ponad 40 lat; Józef Sołowiejczyk, chirurg; Józef Stein, patolog; Władysław Sterling, neurolog; Alfred Susswein, neurolog; Jakub Szejnberg, ginekolog; Stanisław Szenicer, chirurg; Halina Szenicer-Kohn, ginekolożka; Józef Szwarcman, choroby zakaźne; Maria Temkin, internistka; Dawid Thursz, ginekolog; Bronisława Turkus-Sterling, oftamologia; Feliks Turyn, internista; Rywka Ukrainczyk, ginekolożka; Jewno Leib Uzlaner, internista; Rachela Wausberg, ginekolożka; Aleksander Jerzy Wertheim, chirurg; Jecheskiel Wohl, internista; Maurycy Wolf, neurolog, asystent Flataua; Adam Zakin, chirurg, asystent Sołowiejczyka; Adam Zamenhof, okulista, syn Ludwika Zamenhofa, Zofia Zamenhof, internistka; Natalia Zylberlast-Zand, neurolożka .

## Okres powojenny. Szpital Wolski
Po zakończeniu wojny w opuszczonych budynkach uruchomiono szpital św. Ducha, który później został przemianowany ze względów ideologicznych na Szpital Miejski nr 1 , a w 1957 r. na Szpital Wolski (którego nie należy mylić ze Szpitalem Wolskim funkcjonującym pod tą nazwą w latach 1883–1948 na ulicy Wolskiej 4 i Płockiej 26; obecnie jest to Instytut Gruźlicy i Chorób Płuc). Część pawilonów jest wydzielona i zajmuje je Instytut Matki i Dziecka. Budynek administracyjny ma dobudowane dwa piętra. Jednak większość terenu i zabudowań pozostały bez większych zmian w stosunku do okresu przedwojennego.

Tramwaj linii 5 miał końcowy przystanek na ulicy Dworskiej przy Szpitalu Starozakonnych. Dyrektor Szwajcer doprowadził do tego, że szpital został skomunikowany ze śródmieściem za pomocą linii tramwajowej na ulicę Dworską

## Lekarze związani ze Szpitalem na Czystem

### Lekarze naczelni
W budynku administracyjnym mieszkali lekarze naczelni Szpitala. Zygmunt Kramsztyk, lekarz naczelny od 1898 do sierpnia 1902 roku, ordynator oddziału okulistycznego. W okresie 1902–1931 lekarzem naczelnym był Jakub Szwajcer. Za jego czasów wybudowano pawilon IX dla chorych nerwowych z urządzonym według najnowszych wymagań oddziałem terapii fizycznej, nadbudowano piętra na pawilonach II, III i VII, oraz nad budynkiem administracyjnym. Założono przy szpitalu Szkołę Pielęgniarek z internatem na 70–80 łóżek. W 1930 roku raportowano, że w budowie jest obszerny gmach Instytutu Patologicznego. Szwajcer doprowadził też do tego, że szpital został skomunikowany ze śródmieściem w latach 1912–1916  za pomocą linii tramwajowej numer 5. Chirurg Antoni Goldman (1867–1935) był lekarzem naczelnym Szpitala na Czystem od stycznia 1931 do około 1934 roku. W grudniu 1933 roku prasa donosiła, że w szpitalu przeprowadzono rewizje i aresztowano 56 osób w tym ośmiu lekarzy, m.in. Ludwika Bregmana oraz studentów praktykujących w szpitalu. Podejrzewano zatrzymanych o sympatie komunistyczne. Teren szpitala otoczono, rewizje przeprowadzano także w mieszkaniach prywatnych. Akcję prowadził prokurator Władysław Żeleński . Od 1934 do 6 września 1939 roku dyrektorem szpitala był Henryk Stabholz (Sztabholc) (1882–1941). Jego miejsce zajął 7 września 1939 Adam Zamenhof, którego aresztowano 1 października 1939 roku. Zastąpił go wówczas Julian Rotstadt (Rotsztadt), który został w połowie grudnia 1939 roku również aresztowany. Niemcy mianowali wtedy dyrektorem Józefa Steina.